# NGC 5430
NGC 5430 је спирална галаксија у сазвежђу Велики медвед која се налази на NGC листи објеката дубоког неба.
Деклинација објекта је + 59° 19' 44" а ректасцензија 14h 0m 45,6s. Привидна величина (магнитуда) објекта NGC 5430 износи 12,0 а фотографска магнитуда 12,8. NGC 5430 је још познат и под ознакама UGC 8937, MCG 10-20-62, MK 799, CGCG 295-32, IRAS 13591+5934, PGC 49881.